# 富强镇
富强镇，是中华人民共和国黑龙江省齐齐哈尔市拜泉县下辖的一个乡镇级行政单位。

## 行政区划
富强镇下辖以下地区：
公平村、太来村、新立村、勤劳村、爱群村、敬义村、文明村、新辉村、新农村和保富村。